# اريك ميلر
اريك ميلر (بالإنجليزية: Eric Miller)‏ هو دي جيه ومنتج أسطوانات وملحن أمريكي، ولد في القرن العشرين في شيكاغو في الولايات المتحدة.

## وصلات خارجية
- اريك ميلر على موقع ميوزك برينز (الإنجليزية)
- اريك ميلر على موقع أول ميوزيك (الإنجليزية)
- اريك ميلر على موقع ديسكوغز (الإنجليزية)